# Euploea lorzae
Euploea lorzae är en fjärilsart som beskrevs av Moore 1883. Euploea lorzae ingår i släktet Euploea och familjen praktfjärilar. Inga underarter finns listade i Catalogue of Life.